# First Comes the Night
First Comes the Night (en español: Primero viene la noche) es el duodécimo álbum de estudio del cantautor estadounidense Chris Isaak. Fue publicado el 23 de octubre de 2015 a través de los sellos discográficos Wicked Game y Vanguard Records.
Fue grabado en distintos estudios de Nashville, con apoyo en la producción de su colaborador usual Mark Needham en gran parte del álbum, Paul Worley en siete canciones y Dave Cobb en dos restantes, además de créditos de composición por parte de las cantantes Natalie Hemby y Michelle Branch.

## Lista de canciones
Todas las canciones escritas y compuestas por Chris Isaak, excepto donde se indique. 
| N.º   | Título                          | Escritor(es)                            | Duración |  |
| 1.    | «First Comes the Night»         | Isaak · Scott Plunkett · Rowland Salley | 4:18     |  |
| 2.    | «Please Don't Call»             | Isaak · Natalie Hemby                   | 5:18     |  |
| 3.    | «Perfect Lover»                 |                                         | 3:33     |  |
| 4.    | «Down in Flames»                | Isaak · Gordie Sampson · Caitlyn Smith  | 2:54     |  |
| 5.    | «Reverie»                       | Isaak · Hemby · Michelle Branch         | 3:56     |  |
| 6.    | «Baby, What You Want Me to Do?» |                                         | 3:00     |  |
| 7.    | «Kiss Me Like a Stranger»       | Isaak · James Slater                    | 3:22     |  |
| 8.    | «Dry Your Eyes»                 |                                         | 4:32     |  |
| 9.    | «Don't Break My Heart»          |                                         | 2:33     |  |
| 10.   | «Running Down the Road»         |                                         | 2:40     |  |
| 11.   | «Insects»                       |                                         | 2:53     |  |
| 12.   | «The Way Things Really Are»     |                                         | 2:38     |  |
| 41:37 |                                 |                                         |          |  |

| Deluxe Edition |                                      |          |  |
| N.º            | Título                               | Duración |  |
| 13.            | «Some Days Are Harder Than the Rest» | 4:04     |  |
| 14.            | «Keep Hanging On»                    | 2:21     |  |
| 15.            | «Every Night I Miss You More»        | 1:48     |  |
| 16.            | «The Girl That Broke My Heart»       | 2:59     |  |
| 17.            | «Love the Way You Kiss Me»           | 2:15     |  |
| 55:02          |                                      |          |  |

## Personal
Adaptados desde AllMusic.
| Silvertone - Chris Isaak – Artista principal, composición, guitarra, ilustraciones, fotografía, productor. - Rowland Salley – Bajo, composición, voces de apoyo. - Scott Plunkett – Composición, órgano, piano, teclado. - Kenney Dale Johnson – Batería, voces de apoyo. - Hershel Yatovitz – Guitarra. Apoyo - Sheryl Louis – Fotografía, representación. - Katherine Louden, Andrew MacPherson, Pauline Needham, Samantha Yatovitz – Fotografía. - Jeremy Witt – Asistente de producción. - Andrew Brightman, Paige Conners, Shane Stern – Coordinación de producción. - Howard Kaufman – Representación. - David Angell, Monisa Angell, David Davidson, Anthony LaMarchina, Elizabeth Lamb, Julia Tanner, Wei Tsun Chang, Mary Kathryn Van Osdale, Karen Winkelmann – Orquesta de cuerda. - Norah Lee Allen, Fiona Culley, Wes Hightower, Mark Ivey, Jamie Martin, Paul Martin, Shane McConnell, Bergen White – Coros. | Producción - Mark Needham – Ingeniero, mezcla, producción. - Dave Cobb – Mezcla, músico invitado, producción. - Erik Hellerman – Edición, ingeniero. - Clarke Schleicher – Ingeniero, mezcla. - Ben O'Neill – Ingeniero. - Darrell Thorp – Mezcla. - Mark Farnum, Kevin Harper, Mike Stankiewicz, Brad Winters – Asistente ingeniero. - Andrew Darby, Adam Grover, Gabe Millman – Asistente. - Kristin Wilkinson – Composición, arreglo de cuerdas. - Michelle Branch – Composición, voces de apoyo. - Natalie Hemby – Composición. - Gordie Sampson – Composición. - James Slater – Composición. - Caitlyn Smith – Composición. - Rafael Padilla – Percusión. - Paul Worley – Músico invitado, producción, voces de apoyo. - Matt Chamberlain, Chad Cromwell, Ron Dziubla, David Levita, Jerry McPherson, Jamie Muhoberac, Leroy Powell, Justin Schipper, Lee Thornburg – Invitados. |

## Posicionamiento en listas
| Listas (2015-16)               | Mejor posición |
| ------------------------------ | -------------- |
| Australia (ARIA Charts)        | 2              |
| Bélgica (Ultratop Flanders)    | 35             |
| Bélgica (Ultratop Wallonia)    | 63             |
| España (Top 100 Álbumes)       | 84             |
| Escocia (Scottish Albums)      | 19             |
| Estados Unidos (Billboard 200) | 66             |
| Francia (SNEP)                 | 186            |
| Reino Unido (UK Albums)        | 32             |